# HD 209693
HD 209693，又名BD+32 4329，SAO 71998、HR 8412，是一颗恒星，视星等为6.38，位于銀經86.97，銀緯-18.03，其B1900.0坐标为赤經22h 0m 9.2s，赤緯+32° -18.03′ 25″。